# Кончен
Кончен (на гръцки: Κοντσάν) е обезлюдено село в Гърция, намиращо се на територията на дем Просечен, област Източна Македония и Тракия.

## География
Селото се намира в планината Боздаг, на два километра над село Бъбълец.

## История

### Етимология
Според Йордан Н. Иванов Кончен е жителско име от *Кончене от кон. Свързано е със земноповърхностни форми, като сравними имена са село Конче, Радовишко, местното име Кончето в Пирин.

### В Османската империя
Кончен се споменава в регистър на соколарите от 1477 година с 21 мюсюлмански соколарски домакинства, от които 7 владеят по един чифт земя (земята, която може да се обработи с един чифт волове – от 6,5 до 15 хектара в зависимост от качеството на почвата), 1 бенак (който притежава половин или по-малко чифта земя), а 13 са неженени.

### В Гърция
В гръцките регистри от 1913 година селото се споменава като заличено, а в регистрите от 1920 година е вписано като село със 170 жители. По силата на Лозанския договор жителите на селото са изселени в Турция.
| Година    | 1913 | 1920 | 1928 | 1940 | 1951 | 1961 | 1971 | 1981 | 1991 | 2001 | 2011 | 2021 |
| --------- | ---- | ---- | ---- | ---- | ---- | ---- | ---- | ---- | ---- | ---- | ---- | ---- |
| Население |      | 170  |      |      |      |      |      |      |      |      |      |      |